# (1803) Zwicky
(1803) Zwicky est un astéroïde de la ceinture principale.

## Description
(1803) Zwicky est un astéroïde de la ceinture principale. Il fut découvert le 6 février 1967 à l'observatoire Zimmerwald par Paul Wild. Il présente une orbite caractérisée par un demi-grand axe de 2,35 UA, une excentricité de 0,25 et une inclinaison de 21,6° par rapport à l'écliptique.
Il est nommé d'après le physicien américano-suisse Fritz Zwicky.

## Compléments